# Филипп де Монморанси-Ашикур
Филипп де Монморанси (фр. Philippe de Montmorency; ум. 13 декабря 1566) — сеньор д'Ашикур — государственный деятель Габсбургских Нидерландов.
Третий сын Филиппа I де Монморанси, сеньора де Нивеля, и Марии ван Горн.
Сеньор де Вими, де Фарбю, дю Боске, д'Эскарпель, д'Оберльё, де Соши-ле-Коше, де Тур де Суастр.
После смерти старшего из братьев, Жозефа, заключил 5 декабря 1530 с его вдовой соглашение о наследовании земель. Был воспитателем и бальи своих племянников.
На последнем капитуле ордена Золотого руна в августе 1559 в Генте принят в число его рыцарей. Назначен Филиппом II членом Государственного совета Нидерландов и шефом финансов.
Унаследовал от старшего брата Роберта сеньории Виме и Льёкур. Разбил родовой герб, поместив на центральном четвертованном щите эмблемы своей матери — герб семьи ван Горн в 1 и 4 полях, и гербы семей фон Мёрс и Цаерверден во 2 и 3.
Не имея потомства, завещал земли Эскарпель, Оберльё, Соши-ле-Коше и Тур де Суастр внебрачному сыну Роберта Фредерику, бастарду де Монморанси.